# Zhang Zhiyun (Actriu)
No confondre amb  Zhang Zhiyun (xinès simplificat: 张志云) gimnasta.
En una onomàstica xinesa Zhang es el cognom i Zhiyun el prenom.
Zhang Zhiyun (xinès simplificat: 张织云) (Panyu 1904 -  Hong Kong 1975). Actriu de cinema xinesa. Va ser una de les primeres estrelles de cinema femení a la Xina. Amb Yang Naimei, Wang Hanlun i Xuan Jinglin, fa formar part del grup d'actrius que van rebre el nom de "Les quatre actrius famoses". El seu estrellat derivava en part de la seva imatge com a defensores de l'estil de vida modern en molts aspectes: en la moda, el pentinat, la conducció de cotxes i una vida sexual no convencional. De fet, eren la primera generació de que es va definir com a 摩登奴郎 (noies modernes/elegants) xineses.

## Biografia
Zhang Zhiyun, de nom real  Zhang Ashan, va néixer el 1904 al  comtat de Panyu, a la prefectura de Guangzhou i molt jove va anar a viure a Shanghai. De petita el seu pare va morir, i per les dificultats familiars va haver d'abandonar l'escola.

#### Vida personal
Durant un temps va estar casada amb el director Bu Wancang i el 1927 es va casar amb el magnat del té, Tang Jishan, amb qui va anar als Estats Units per ajudar-lo a promocionar el te, però Tang la va abadonar per anar amb una altra de les estrelles del cinema xinès del moment, Ruan Lingyu.  A la dècada de 1940, es va casar amb Zhang Shuping, un treballador clandestí del Partit Comunista Xinès. Es va traslladar a Hong Kong a la dècada de 1950. Hi ha registres que diuen que va participar a "Beauty in Paradise" (1954) amb Yang Naimei, Wu Suxin i altres. Durant el rodatge de la pel·lícula cantonesa "The Proud Girl of Heaven", va morir a Hong Kong als anys setanta.

#### Carrera cinematogràfica

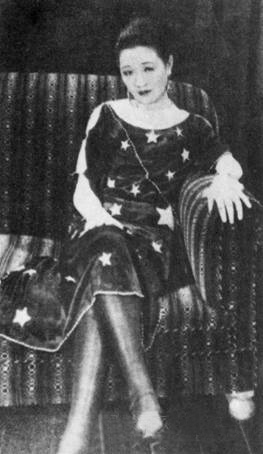
Zhang Zhiyun a "Fiancée" (1926)

A principis de 1924, Gu Kenfu, Lu Jie, Bu Wancang i alguns altres cineastes van fundar Shanghai Great China Film Company. Van anunciar als diaris que estaven reclutant actrius i van utilitzar temporalment la bústia de l'editorial Shengbao per rebre les sol·licituds. Entre milers de fotos van seleccionar la de Zhang Zhiyun. Va rebre formació com actriu i després de fer papers principals a les pel·lícules mudes Poor Heart (人心) i War Glory (战功 va  obtenir un gran exit i es va convertir en un actriu famosa.
El 1925, es va traslladar a Star Film Company (Mingxing) i va protagonitzar, entrte altres  可怜的闺女 "Poor Girl", 新人的家庭 "New Family" i "Konggu Lan". Va ser seleccionada  com a "Movie Star Queen" pel Shanghai New World Entertainment Center. Després de 1926, va protagonitzar 未婚妻 "The Fiancée", 爱情与黄金 "Love and Gold" i 玉洁冰清 "Jade and Bingqing".
Al arribar l'època del cinema sonor , pel fet de només parlar cantonés i no el xinès mandari va tenir molts problemes per encaixar en les produccions fetes a Shanghai o Pequín.
Zhang  va tornar a la indústria cinematogràfica el 1933 i va protagonitzar la pel·lícula "Broken Love"  i  el 1935 va protagonitzar "The New Peach Blossom Fan".

## Filmografia destacada
| Any  | Títol xinès | Títol anglès              |
| ---- | ----------- | ------------------------- |
| 1923 | 人心        | Human Heart               |
| 1923 | 战功        | War Glory                 |
| 1925 | 可怜的闺女  | Poor Girl                 |
| 1925 | 新人的家庭  | New Family                |
| 1926 | 未婚妻      | The Fiancée               |
| 1926 | 爱情与黄金  | Love and Gold             |
| 1926 | 玉洁冰清    | Jade and Bingqing         |
| 1927 | 失恋        | Love Lost                 |
| 1935 | 新桃花扇    | The New Peach Blossom Fan |
| 1937 | 天之骄女    | The Proud Girl of Heaven  |